# 神樹駅
神樹駅（しんじゅえき）とは、中華人民共和国黒竜江省伊春市鉄力市に位置する綏佳線の駅。

## 歴史
- 1941年　開業。

## 隣の駅
中華人民共和国鉄道部
綏佳線
石長駅 - 神樹駅 - 聖浪駅
座標: 北緯46度56分28秒 東経128度25分11秒 / 北緯46.9411度 東経128.4197度